# Bertula hadenalis
Bertula hadenalis är en fjärilsart som beskrevs av Moore 1867. Bertula hadenalis ingår i släktet Bertula och familjen nattflyn. Inga underarter finns listade i Catalogue of Life.